# Monumento al Espigolero

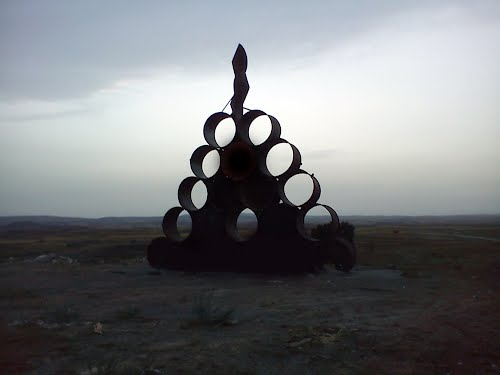
Monumento del Espigolero.

Le  Monumento al Espigolero est une sculpture de fer située à Escorihuela (Teruel), à l'entrée de la municipalité par la route locale TE-V-8002 dans sa section Alfambra - Escorihuela.

## Histoire
C'est une de œuvre de Juan José Barragán, artiste conceptuel à qui l'on doit l'idée et sa conception à l'échelle. L'installation a été réalisée par l'Atelier Ramírez Hernández. Ses caractéristiques correspondent à un ouvrage en fer réalisé grâce au réemploi d'anciennes chaudières de distillation de la lavande, dont le diamètre moyen est de1,35 m.
Ses dimensions sont de 8 m de long, 8,60 m de haut et 1,10 m de large. Il se compose de 20 chaudières plus 2 couvercles coniques et un plat. Une partie des chaudières a une base ou un fond, et une autre partie n'en a pas, puisque les chaudières de distillation de la lavande étaient constituées de deux pièces, montées l'une sur l'autre, d'une grille interne et d'un couvercle conique ou plat. Cette conception permettait de distiller une plus grande quantité de lavande avec le même feu.
Son origine est dans la donation de différents matériaux liés à la lavande par les frères Antonio et Jesús Luz au Centro de Interpretación del Espliego (CIES, centre d'interprétation de la lavande). Les frères Luz étaient l'une des plus grandes entreprises de distillation d'essence de lavande en Espagne au XXe siècle. Originaires d'Ademuz, ils travaillaient dans tout le sud de l'Aragon, et dans les régions avoisinantes de Valence, Cuenca et Guadalajara.
Certains de ces matériaux font désormais partie de la collection permanente exposée au CIES, et le reste est réutilisé dans la sculpture de Barragán. L'inauguration du monument a eu lieu le 14 août 2012, lors des quatrièmes Jornadas del Espliego (journées de la lavande) tenues à Escorihuela.

## Signification
La sculpture met  à profit la forme ronde des chaudières pour créer deux grands triangles, disposés l'un dans l'autre, qui rappellent la forme basique des montagnes où la lavande était récoltée et distillée. Au sommet de la structure, formée de couvercles de chaudron coniques, se trouve le spigolero (ramasseur de lavande), une grande figure qui rappelle les paysans qui allaient dans les montagnes pour récolter la lavande lors de dures journées de travail.